# Kula (ritueel)
Kula is een traditioneel ruilsysteem en sociaal ritueel dat wordt beoefend door de bewoners van de Trobriand-eilanden en omliggende gebieden in de provincie Milne Bay Province, Papoea-Nieuw-Guinea. Het systeem werd uitgebreid bestudeerd en beschreven door de Poolse antropoloog Bronisław Malinowski in zijn invloedrijke boek Argonauts of the Western Pacific (1922).

## Beschrijving
De Kula is een circulair ruilnetwerk waarbij twee typen waardevolle voorwerpen in tegengestelde richtingen worden uitgewisseld:
- Rode schelpschijfkettingen (soulava), die met de klok mee worden doorgegeven.
- Witte schelpenarmbanden (mwali), die tegen de klok in circuleren.

Deze voorwerpen hebben geen directe economische waarde en worden niet verhandeld voor persoonlijk gewin. In plaats daarvan dienen ze als symbolen van prestige, sociale status en politieke allianties binnen en tussen eilandgemeenschappen.
De uitwisseling van deze objecten is gekoppeld aan een netwerk van wederzijdse verplichtingen en sociale relaties, waardoor het Kula-systeem een integraal onderdeel is van de sociale structuur en culturele identiteit van de betrokken volkeren.

## Functie en betekenis
De Kula-rituelen zorgen voor langdurige banden tussen deelnemers, waarbij het teruggeven van geschenken net zo belangrijk is als het ontvangen. Deze wederkerigheid bevordert vrede en samenwerking tussen verschillende eilandengroepen en versterkt het sociale kapitaal van deelnemers.
Hoewel de Kula-uitwisseling geen materieel profijt oplevert, brengt het aanzien en invloed voor degenen die meedoen aan het netwerk. Het bezit van bijzondere Kula-objecten wordt gezien als een teken van eer en prestige.

## Historische en antropologische context
Bronisław Malinowski was een van de eerste antropologen die het Kula-systeem uitgebreid documenteerde tijdens zijn veldwerk in de jaren 1915-1918. Zijn werk leverde een belangrijke bijdrage aan de economische antropologie door te laten zien dat niet alle ruilsystemen puur materieel van aard zijn, maar ook diep geworteld kunnen zijn in sociale en culturele verplichtingen.

## Vergelijkbare systemen
De Kula is een voorbeeld van een gifteconomie en een reciprociteitssysteem, vergelijkbaar met andere vormen van geschenkenuitwisseling zoals de Potlatch in Noord-Amerika.